# Mottagandedirektivet
Mottagandedirektivet  (2013/33/EU) är ett europeiskt direktiv som fastställer gemensamma bestämmelser för hur asylsökande ska mottas och behandlas under asylförfarandet. Direktivet utgör en viktig del av den gemensamma asylpolitiken.
Direktivet omfattar alla Europeiska unionens medlemsstater, utom Danmark, som står helt utanför området med frihet, säkerhet och rättvisa. Irland stod från början också utanför direktivet, men meddelade under början av 2018 att man ville omfattas av det. Det blev tillämpligt för Irland den 24 maj 2018 och bestämmelserna implementerades den 30 juni 2018.
Storbritannien omfattades av det tidigare mottagandedirektivet från 2003 under en övergångsperiod fram till och med den 31 december 2020 i enlighet med avtalet om Storbritanniens utträde ur Europeiska unionen.

## Rättspraxis
I en dom den 14 maj 2020 konstaterade EU-domstolen att Ungern hade brutit mot mottagandedirektivet genom sättet som asylsökande hölls i inhägnade läger vid gränsen mot Serbien. Till följd av domen tvingades Ungern att stänga lägren och överföra de asylsökande till andra anläggningar.

## Reformer

### Förslag 2016
2016 lade Europeiska kommissionen fram ett förslag till nytt mottagandedirektiv. För att träda i kraft måste förslaget godkännas av Europaparlamentet och Europeiska unionens råd i enlighet med det ordinarie lagstiftningsförfarandet.
I september 2020 presenterade kommissionen ett uppdaterat förslag till ny asylpolitik där förslaget till nytt mottagandedirektiv från 2016 behölls. Den 15 december 2022 nådde Europaparlamentet och rådet en överenskommelse om det nya mottagandedirektivet.